# 綠閃光

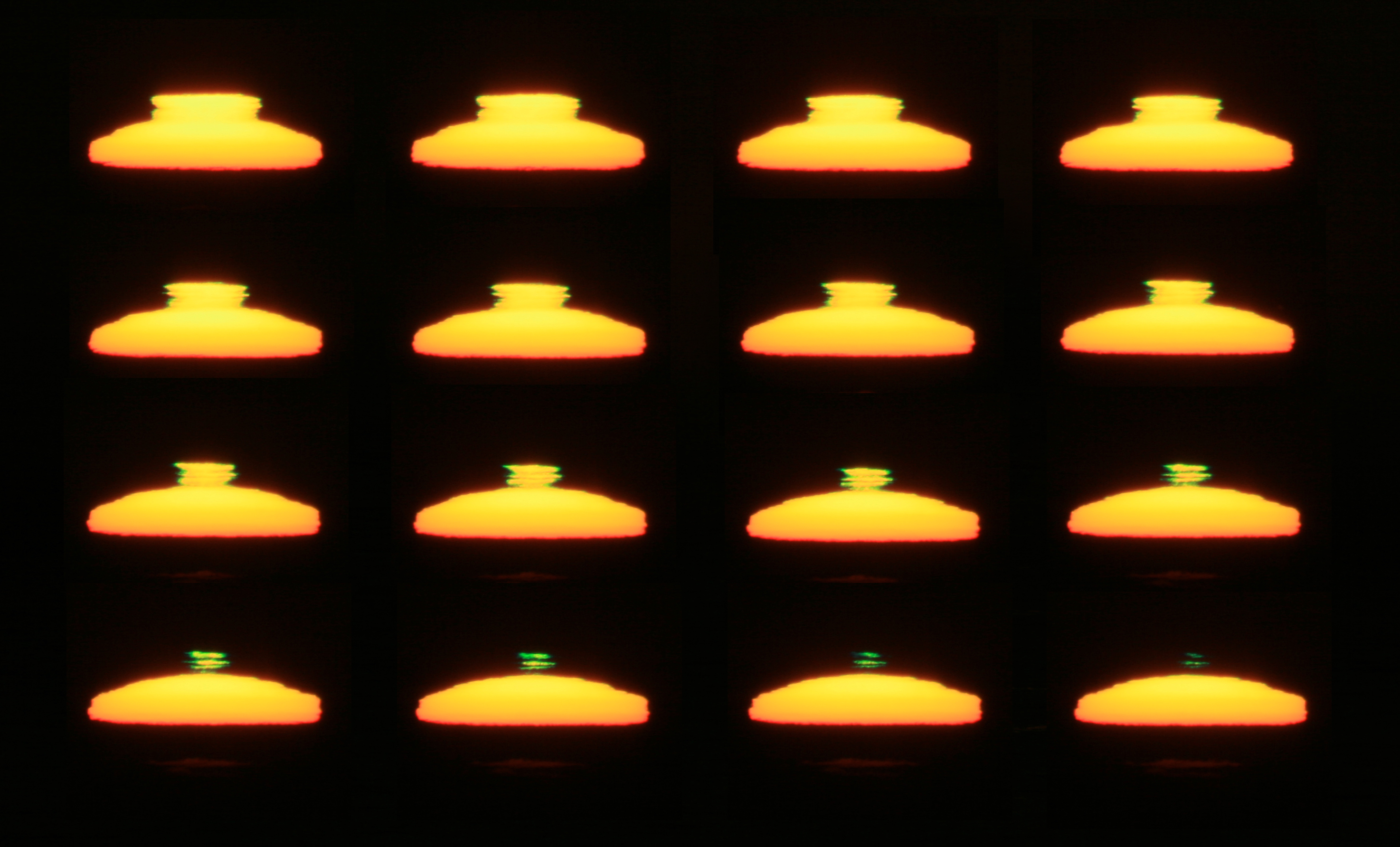
綠閃光在舊金山日沒時的發展

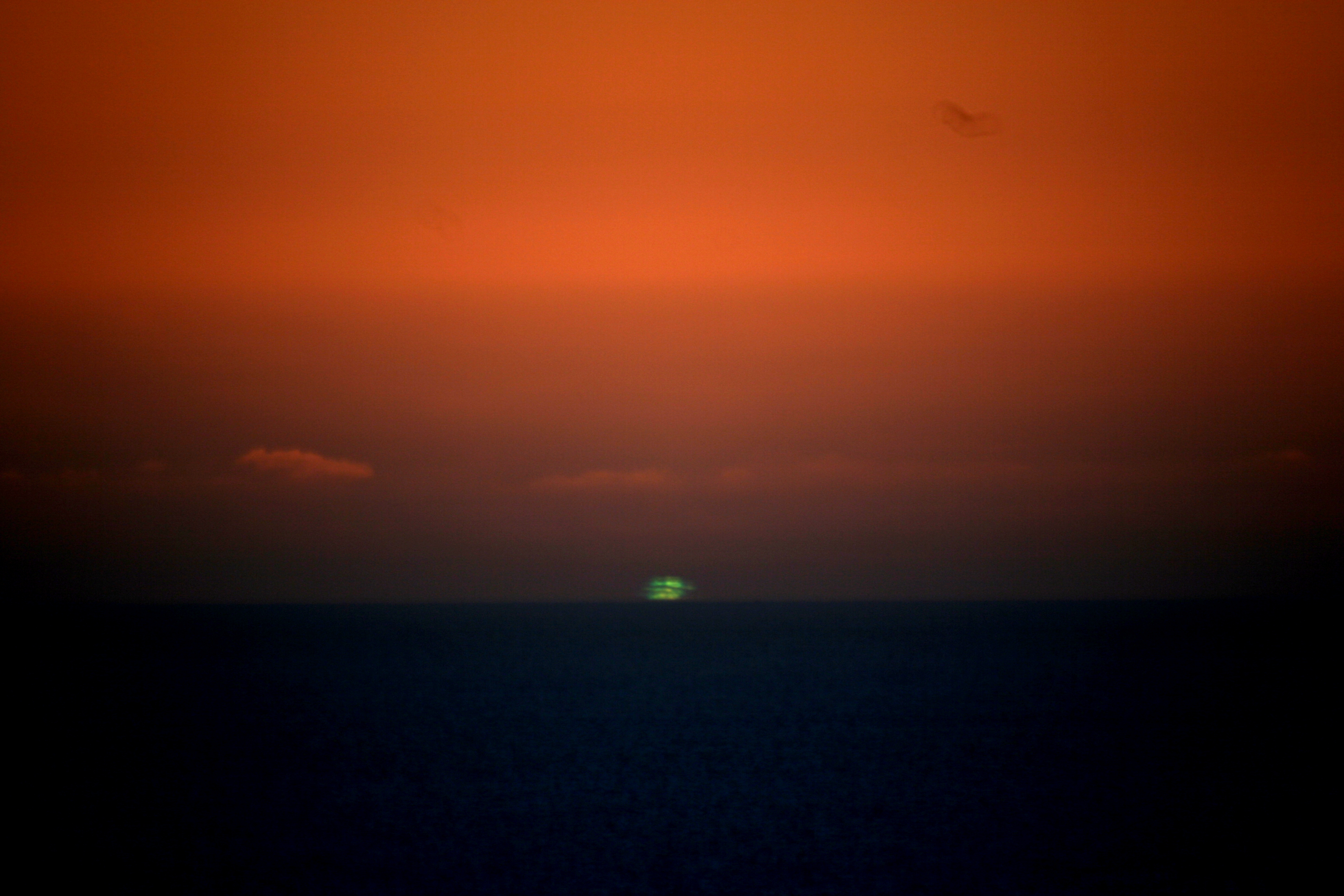
加利福尼亞州聖塔克魯茲的綠閃光

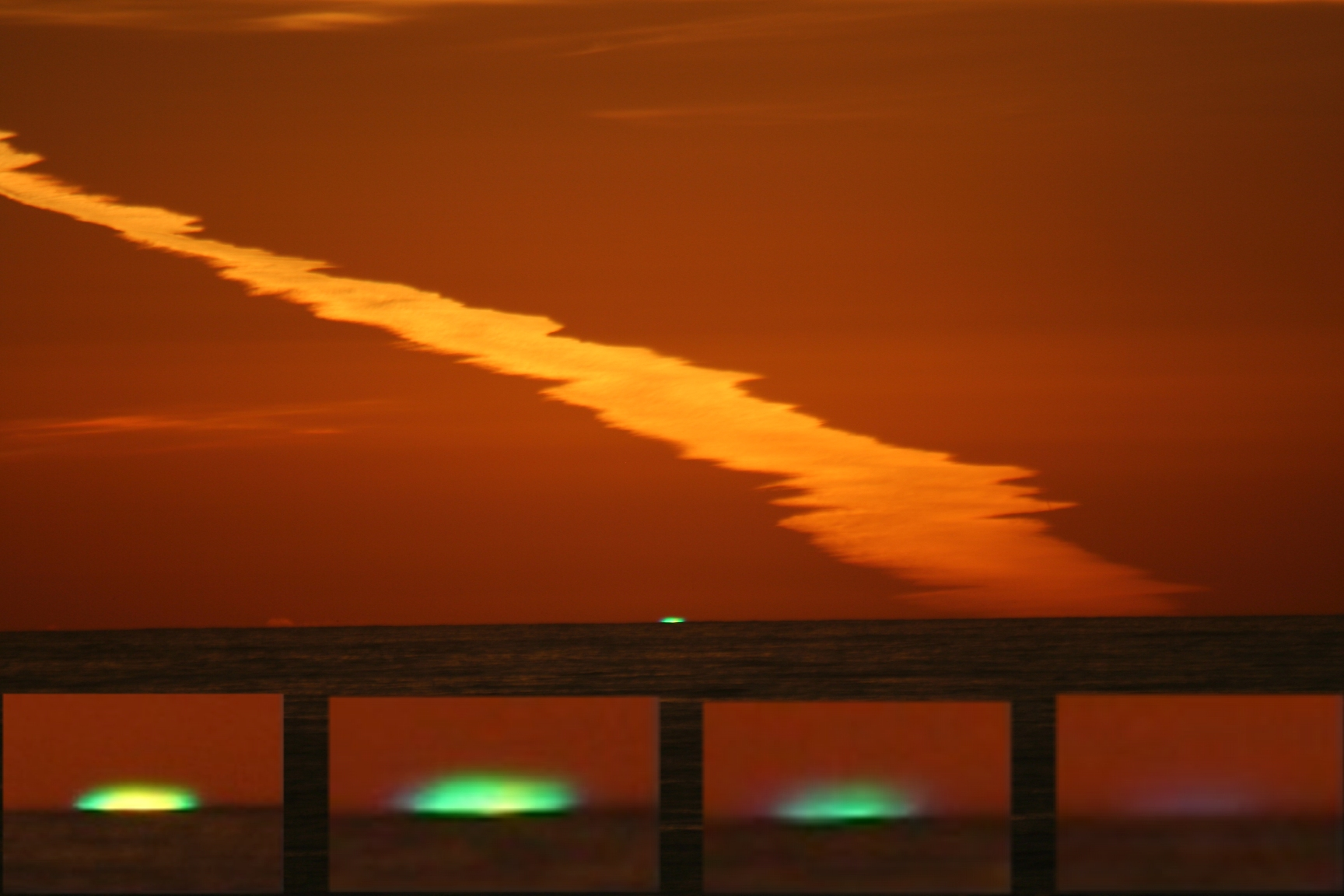
綠閃光的過程

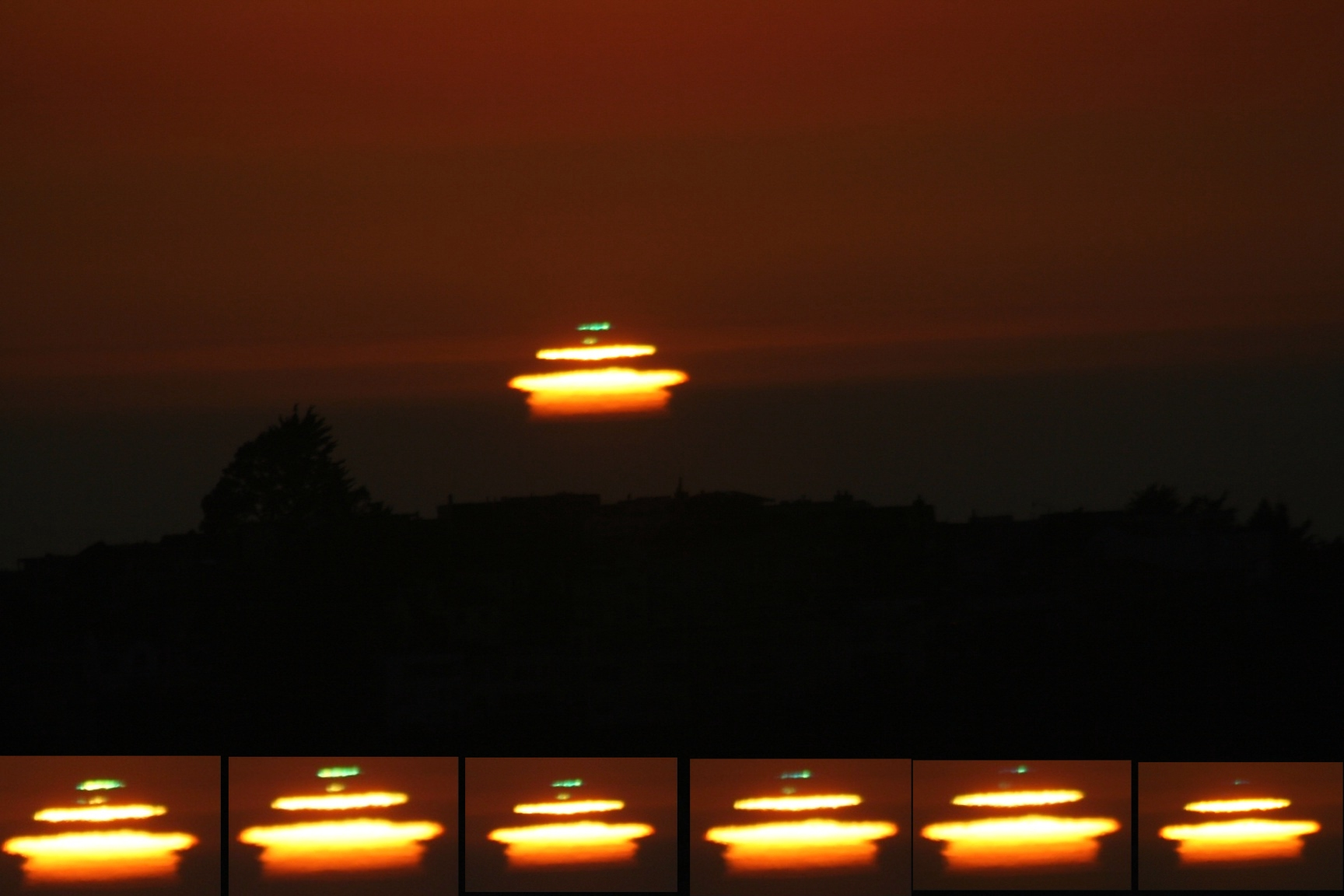
在加利福尼亞州舊金山觀察到模擬海市蜃樓的綠閃光

綠閃光，也称为绿闪或綠光（英語：Green flash）是在日沒或日出时，出現的一种肉眼可见但极其短暫的光學現象。绿光发生时在太陽的上緣或是日沒點的上方，可以看見1至2秒绿色光斑。綠閃光是一種真實存在的現象，有許多不同的成因。
綠閃光可以在各種不同的高度上看見（包括在飛機上），它們通常要在視野無障礙的地點，像是在海洋上，但是在雲端之上或高山頂也可以看見。在月球和明亮的行星，包括木星和金星，也可以看見綠閃光。
綠閃光是由光線在大氣層內折射造成的（如同三稜鏡的作用）：光線在密度較高的低層移動的速度比在稀薄的高層要慢，因此陽光在大氣層內的路徑是略微彎曲的，而彎曲的方向與地球的曲率方向是相同的。高頻率的光（藍色和綠色）的路徑比頻率低的光（紅色和橙色）更為彎曲，所以藍綠色的光在日沒之後太陽的紅光和橙光受阻於地球彎曲的表面時，依然能在太陽的上緣被看見。
綠閃光是被強化的海市蜃樓，因為大氣層的密度逐漸增加，使折射的作用增強。在乾淨的空氣下，當更多的夕陽能不被散射的抵達觀測者的眼中時，綠閃光能看得更清楚。我們也可能看見藍閃光，但通常藍光很容易被散射，只剩餘下綠光能被看見。
太陽盤面頂端略為放大的綠色邊緣，在極為晴朗的日沒時刻可以被看見。但是閃光或光束的效應需要強大的大氣層分層與才能將綠色的部分放大和持續1至2秒鐘的時間。

## 綠閃光的類型
綠閃光是一種真實的光學現象家族，下面只列出了其中的一些：
| 類型       | 特徵                                                             | 形成條件                                         | 最佳觀賞地點                                                       |
| ---------- | ---------------------------------------------------------------- | ------------------------------------------------ | ------------------------------------------------------------------ |
| 下蜃景閃光 | 焦耳的「最後一撇」，底端扁平的卵形，持續1至2秒。                 | 大氣層的溫度遞減明顯。                           | 接近海平面                                                         |
| 仿蜃景閃光 | 太陽邊緣的上部呈現尖形，缺口似乎被掐掉薄薄的一層，持續1或2秒。   | 在眼界高度下的大氣低層出現逆溫層，表面比空氣冷。 | 眼界越高，越容易看見；當眼界正好在逆溫層之上時，綠閃光看得最明顯。 |
| 次-導閃光  | 太陽的形狀像巨大的沙漏上部，轉成綠色可以長達15秒。               | 強烈逆溫現象的下方。                             | 正好在一個狹窄的高度間隔下方有大氣波導（可以出現在任何的高度）。   |
| 綠光       | 綠色光束在日沒後立即出現或是射出，通常只有幾度長，和持續幾秒鐘。 | 配合霧氣濃厚的空氣，綠閃光的作用如同光源。       | 海平面                                                             |

被觀察到的綠閃光，大部分是下蜃景或仿蜃景，其他類型在報告中所佔的比率不到1%。有些類型沒有列在上表內，像是稀有的雲頂綠閃光（當太陽沉沒在多霧的海岸或遙遠的積雲上），其成因未知。

### 藍閃光
極為偶然的，當藍光充足的時候，可以看見"藍閃光"。但別將這個名詞與核反應在臨界事故下見到的藍色輝光一詞混淆在一起。

### 綠邊緣

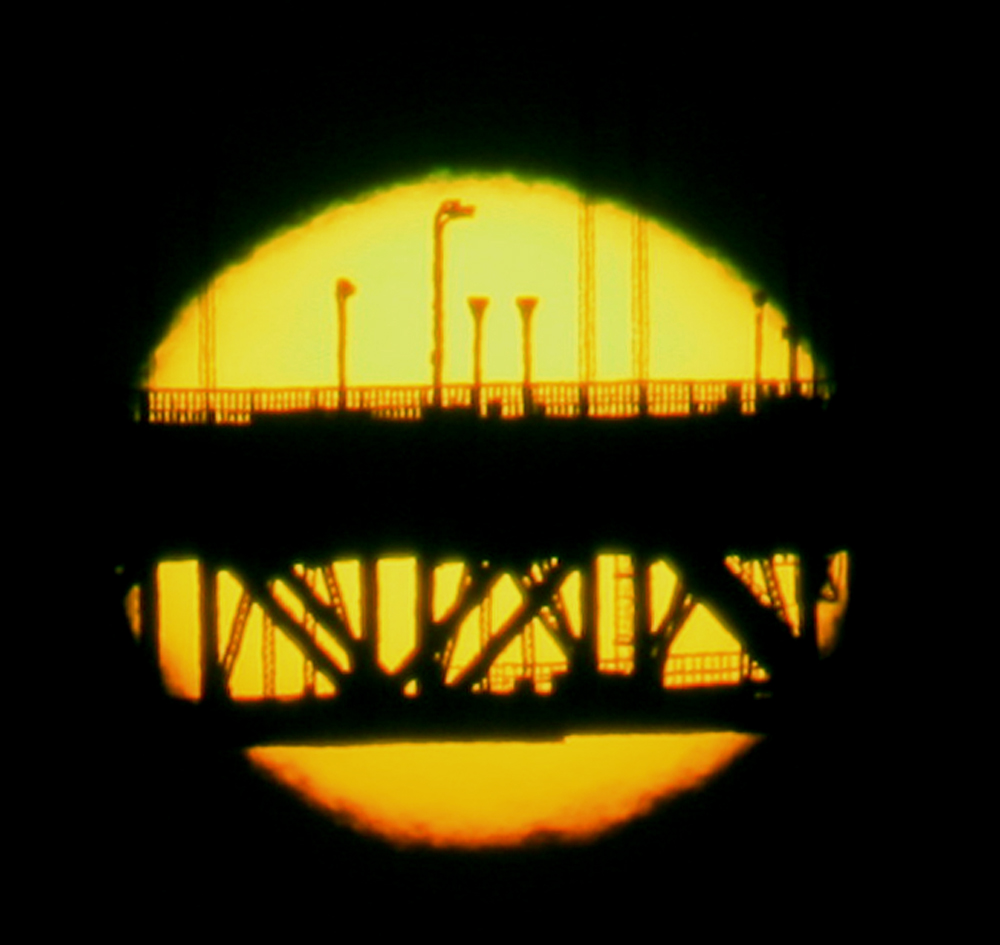
太陽在金門大橋後西沒，上緣呈現綠色，下緣呈現紅色

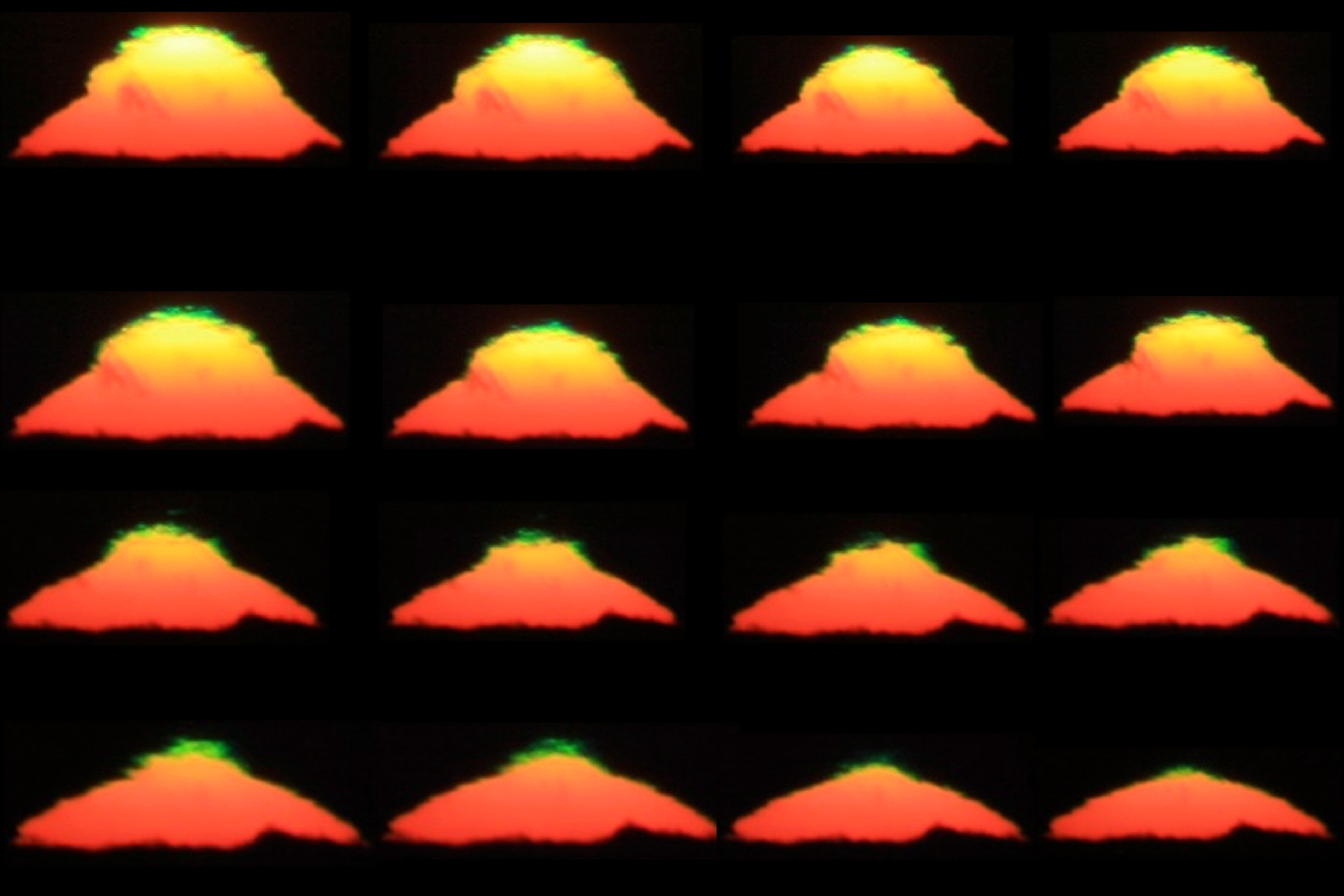
太陽日沒時的綠邊緣和綠閃光

當一個天體在升起或下沉時，它發出的光線在通過大氣層時，一如穿過三稜鏡一樣，會被分離成不同的顏色。在天體上層邊緣的顏色可以從藍色、綠色到紫色，這取決於污染物濃度的下降，因為它們散布在大氣層的體積和數量日益增加，天體下緣的顏色幾乎都是紅色的
綠色的邊緣非常薄，因此很難或不可能用裸眼看見。在一般的情況下，當天體的位置很低而在接近地平線附近時，因為大氣層的紅化，天體綠色的邊緣會變得非常暗淡，但有時條件符合時，可以在地平線附近的天體上緣看見綠閃光。在下面所引用的敘述，可能是被觀測到時間最長久的綠閃光。它是在1934年被在南極的小美國探測基地的成員，理查·伊芙琳·伯德在小美國觀測到的。綠色的邊緣一度變成綠閃光，然後在日沒時又再變化一次。下面的圖像是從理查·伊芙琳·伯德在小美國觀測基地看到的可能現象的圖解
|  | 見到了半個小時。當目光轉向南方，在表面出現了一個高峰，他們看到了一個很小但燦爛的綠色斑點，掛在位於地平天際線的太陽上緣最後一束陽光之上。它明顯的持續了一段長度的時間，至少有幾秒鐘，然後在消失不久之後又再度出現。雖然，它在地平線上依然會被短暫的打斷，但總共持續了35分鐘。當它消失的瞬間，似乎有個小小的噴出物被關閉，不同的天色造成表面被隔開。即使頭只向上移動幾英吋，它都會從消失又再次出現，最終還是從視野中消失了，它似乎可以如同天線的延伸，從第一次出現的地方重複的向上攀爬。 |

那裡一定有著海市蜃樓，才能使得探險著觀著到綠色的邊緣長達35分鐘。
每天的日沒太陽都有綠色的邊緣，但過於淺薄，裸眼無法觀測。能觀測綠色邊緣的最佳時間大約在日沒前約10分鐘。使用任何可以放大的工具，如雙筒望遠鏡或望遠鏡，都可以提早開始觀測（當然，要將影像投影到屏幕上才可以安全的進行觀測）。當太陽接近地平線時，因為大氣層的紅化作用，綠色的邊緣會變得暗淡。根據上述總括來說，在每天的日沒都可以看見太陽的邊緣呈現綠色，但綠閃光是非常罕見的，因為它是一種海市蜃樓的現象。

## 外部連結
- 綠閃光頁 （页面存档备份，存于），Andrew T. Young's page with comprehensive explanations and simulations.
- 綠閃光 - 大氣光學（页面存档备份，存于），說明和影像圖集，Les Cowley's Atmospheric Optics site.
- 綠閃光(英文解說) （页面存档备份，存于） 來自每日一天文圖，NASA.
- 綠閃光(中文解說) 來自每日一天文圖，NASA
- Rare Green Flashes Captured From the Moon （页面存档备份，存于） by Nancy Atkinson, April 29, 2011.